# Brevipalpus qianniunis
Brevipalpus qianniunis är en spindeldjursart som beskrevs av Ma och Yuan 1982. Brevipalpus qianniunis ingår i släktet Brevipalpus och familjen Tenuipalpidae. Inga underarter finns listade.